# メダン
メダン（インドネシア語: Kota Medan）は、インドネシア・スマトラ島東北部に位置する都市である。北スマトラ州の州都であり、かつ、デリ・セルダン県の県庁所在地となっている。
スマトラ島最大の都市で、人口規模からいえば、ジャカルタ（首都）、スラバヤ（東ジャワ）、ブカシ（西ジャワ）、バンドン（西ジャワ）に次ぎ、インドネシア第五の都市である。人口は約237万人（2021年）。

## 歴史
もともとはマレー人の小村で、都市としての歴史は比較的浅い。16世紀には村として存在していたものの、発展し始めたのは19世紀後半のことである。オランダ領東インド時代、植民地宗主国オランダをはじめとするヨーロッパ系の民間資本が、東スマトラ一帯でタバコ、ゴム、茶などのプランテーション農園を開発した。メダンはそれらの商品作物の中心的集荷地となり、各種企業や政府機関も進出して、スマトラ島東北部の中心地として発展したのである。
また、プランテーションで大規模な労働力需要が発生したため、域外から多数の華人・ジャワ人の移民労働者が東スマトラに移入した。その結果、現在でも都市の人口構成においては華人・ジャワ人の割合は高い。

## 気候
熱帯雨林気候である。4月から5月はやや雨が多くなり、9月から12月は非常に雨が多くなる。明瞭な乾季はない。
| メダンの気候           | メダンの気候 | メダンの気候 | メダンの気候 | メダンの気候 | メダンの気候 | メダンの気候 | メダンの気候 | メダンの気候 | メダンの気候 | メダンの気候 | メダンの気候 | メダンの気候 | メダンの気候  |
| 月                     | 1月          | 2月          | 3月          | 4月          | 5月          | 6月          | 7月          | 8月          | 9月          | 10月         | 11月         | 12月         | 年            |
| ---------------------- | ------------ | ------------ | ------------ | ------------ | ------------ | ------------ | ------------ | ------------ | ------------ | ------------ | ------------ | ------------ | ------------- |
| 平均最高気温 °C （°F） | 31.6 (88.9)  | 32.0 (89.6)  | 32.7 (90.9)  | 32.9 (91.2)  | 33.4 (92.1)  | 33.3 (91.9)  | 32.9 (91.2)  | 33.3 (91.9)  | 31.9 (89.4)  | 31.7 (89.1)  | 31.0 (87.8)  | 30.9 (87.6)  | 32.3 (90.1)   |
| 平均最低気温 °C （°F） | 22.2 (72)    | 22.6 (72.7)  | 23.2 (73.8)  | 23.5 (74.3)  | 23.3 (73.9)  | 23.6 (74.5)  | 23.5 (74.3)  | 22.8 (73)    | 22.2 (72)    | 22.6 (72.7)  | 23.0 (73.4)  | 22.5 (72.5)  | 22.92 (73.26) |
| 雨量 mm （inch）       | 92 (3.62)    | 115 (4.53)   | 97 (3.82)    | 157 (6.18)   | 178 (7.01)   | 141 (5.55)   | 167 (6.57)   | 185 (7.28)   | 263 (10.35)  | 387 (15.24)  | 253 (9.96)   | 228 (8.98)   | 2,263 (89.09) |
| 平均降雨日数           | 14           | 19           | 13           | 18           | 22           | 15           | 13           | 17           | 24           | 22           | 20           | 19           | 216           |
| 出典：.                |              |              |              |              |              |              |              |              |              |              |              |              |               |

## 交通

### 港湾

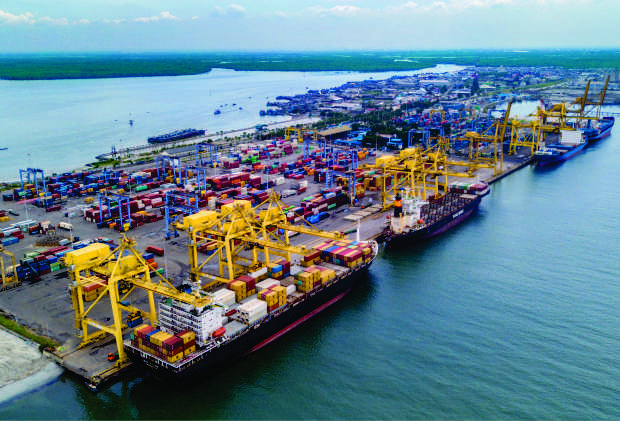
ベラワン港
メダンの外港。コンテナターミナル、石油精製所埠頭、船舶修理用ドック、税関施設を備え、軍港が隣接する。メダンからは北方に25kmほど離れている。ジャカルタやペナン島からの旅客フェリーが就航している。

### 空港
クアラナム国際空港
2013年に開港した空港。シンガポールやクアラルンプールなどとの国際定期便、ジャカルタやバンダアチェなどとの国内定期便などがある。また、空港の開港に合わせてメダン市内までの連絡鉄道（エアポートレールリンクサービス）が2013年7月25日に開通した。
ポロニア国際空港
市内南部にあった空港。

### 道路
国道
メダンはスマトラ島を縦貫する国道スマトラ縦貫道路の経由地となっている。スマトラ縦貫道路はアジアハイウェイ25号線の指定道路となっている。近年は道路のキャパシティーを上回る交通量の増加によりメダン周辺はたびたび渋滞が発生し、物流の能率の悪化が問題となっている。
高速道路
渋滞問題の解決、輸送時間の短縮化をはかるためインドネシア政府は国家プロジェクトとして、ほぼ現在あるスマトラ縦貫道路と並行に高速道路を建設する計画を進めている。2017年末現在、タンジュン・モラワとベラワン港との間にベルメラ有料道路が開通し、メダン、クアラナム国際空港、トゥビン・ティンギの間にメダン-クアラナム-トゥビン・ティンギ有料道路が部分開通している。またメダンとビンジャイの間のメダン-ビンジャイ有料道路が部分開通している。これらの有料道路は将来スマトラ縦貫高速道路の一部となる。

### 鉄道
インドネシア鉄道株式会社 (PT.KAI) の支社が置かれ、メダンから鉄道が港の有るBelawan（ベラワン）・パームオイルの集積地のRantauprapat（ランタウ・ブラパット）・港町のTanjungbalai（タンジュン・バライ）・シアンタール・Binjai（ビンジャイ）などとつながっており、総延長は約380km、そのほとんどが貨物輸送でしめられている。
かつてはビンジャイからBanda Aceh（バンダ・アチェ）まで続く総延長450km、750mmゲージの軽便鉄道「アチェ鉄道」が存在していたが、1982年ごろに運行を中止した。

## 建築物

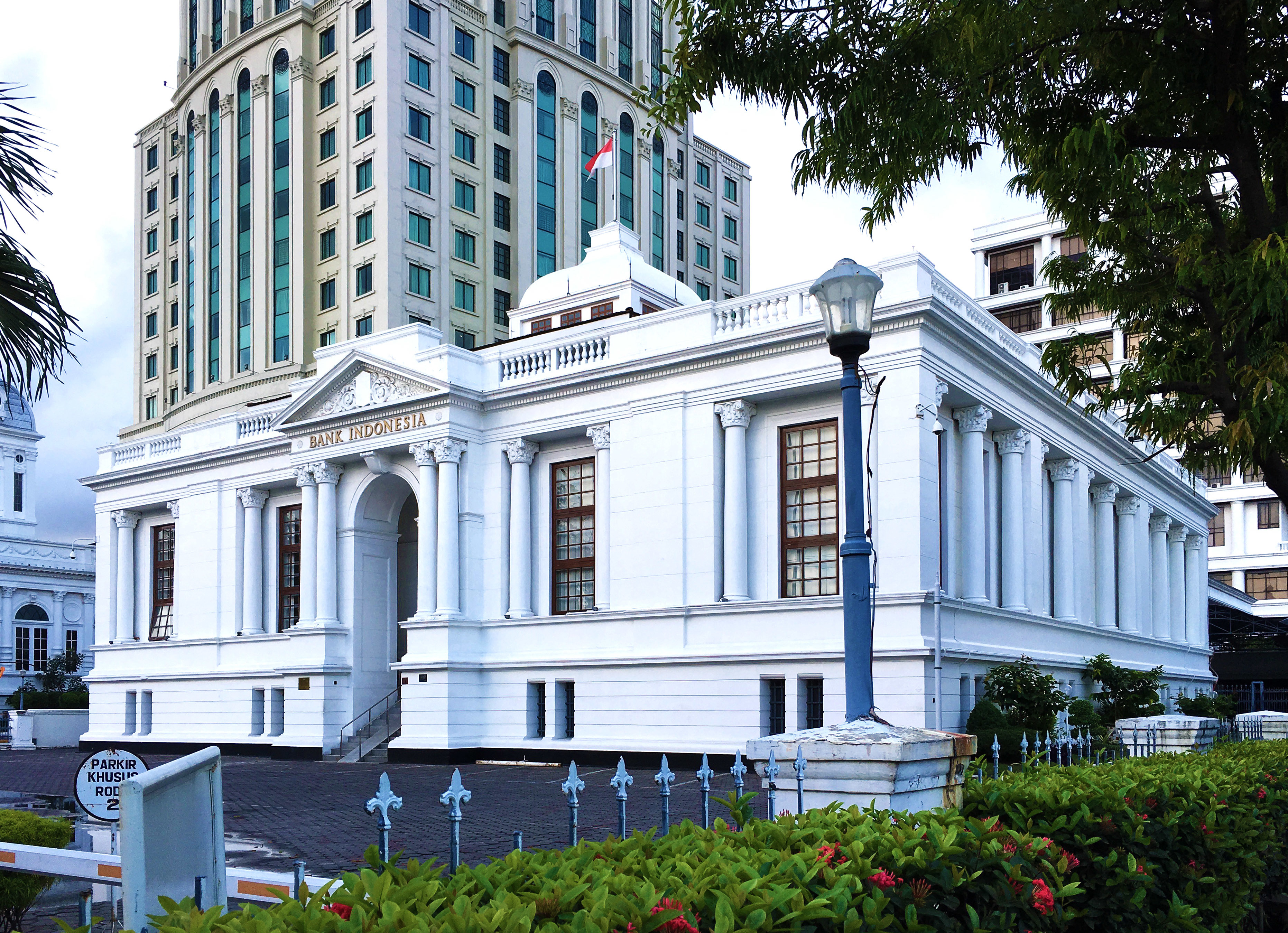
インドネシア銀行メダン支店

オランダ植民地時代の古い建築物が多数残されている。例えば、市庁舎、中央郵便局、給水塔などである。市内の歴史地区にはスルタンの住居や1906年に建てられた大モスクなどがある。

## 教育・研究
- 北スマトラ大学 (Universitas Sumatera Utara) - 国立の総合大学。略称は「USU」。
- メダン州立大学 (Universitas Negeri Medan) - 旧メダン教育大学 (Institut Keguruan Ilmu Pendidikan Medan, IKIP-Medan)。略称は「UNIMED」。
- HKBPノメンセン大学 (Universitas HKBP Nommensen) - 私立大学。

## 姉妹都市
- 市川市（日本・千葉県）
- 横浜市（日本・神奈川県県都）
- チェンナイ（インド・タミル・ナードゥ州州都）
- ムンバイ（インド・マハーラーシュトラ州州都）
- コルカタ（インド・西ベンガル州州都）
- ジョージタウン（マレーシア・ペナン州）
- ジョホールバル（マレーシア・ジョホール州州都）
- 成都市（中華人民共和国・四川省省都）
- 広州市（中華人民共和国・広東省省都）
- 上海市（中華人民共和国直轄市）
- 光州広域市（大韓民国）